# Ralph Norwid Schindler
Ralph Norwid Schindler (* 2. August 1931 in Łódź; † 24. September 2024) war ein deutscher Chemiker und Hochschullehrer.

## Werdegang
Er studierte Chemie in Bamberg, Hamburg und Freiburg im Breisgau. Nach der Promotion zum Dr. rer. nat. 1959 leitete er von 1968 bis 1973 die Abteilung Strahlenchemie der KFA Jülich GmbH. Nach der Habilitation 1968 wurde er Professor für Physikalische Chemie in Essen 1973 und in Kiel 1976. Die Emeritierung erfolgte 1996.

## Schriften (Auswahl)
- Auswirkungen des konstitutiven Einflusses auf die elektrochemische Reduktion der Stickstoff-Sauerstoff-Bindung in organischen Molekülen. 1959.
- mit Wolfgang Harold Petrick und Jörn-Peter Pfeifer: Bau eines Löschgenerators für den Bendix-Multiplier M-105-G6 im Flugzeitmassenspektrometer. Jülich 1967.
- Untersuchung zur photoelektrochemischen Wasserzersetzung mit Hilfe von Sonnenenergie (Photolyse). Kiel 1986.